# Бротей (син Тантала)
Бротей (дав.-гр. Βροτέας,) — персонаж давньогрецької міфології, син Тантала і німфи Евріанасси, брат Ніоби і Пелопа, тесть Дардана, батько Тантала-молодшого, який був першим чоловіком Клітемнестри. За Страбоном був царем Лідії, можливо є аналогом царя Ліда в Геродота.
Бротей був скульптором і шанувальником Кібели Реї, чиє зображення він створив у камені на горі Сіпіл. Він був також знаменитим мисливцем, але відмовився вшанувати Артеміду, і та позбавила його розуму. Закричавши, що йому не страшно ніяке полум'я, він кинувся у палаюче похоронне багаття і загинув.